# Abenberg
Abenberg est une ville allemande de Bavière.

## Personnalités liées à la ville
- Georg Schwarz (1873-1948), homme politique né à Abenberg.